# Pamendanga diffusa
Pamendanga diffusa är en insektsart som beskrevs av Frederick Arthur Godfrey Muir 1926. Pamendanga diffusa ingår i släktet Pamendanga och familjen Derbidae. Inga underarter finns listade i Catalogue of Life.